# Bjarne Hansen (calciatore 1894)
Bjarne Hansen (25 settembre 1894 – 28 luglio 1915) è stato un calciatore norvegese, di ruolo attaccante.

## Carriera

### Club
Hansen giocò con la maglia del Larvik Turn.

### Nazionale
Conta una presenza per la Norvegia. Il 14 settembre 1913, infatti, fu in campo nel pareggio per 1-1 contro la Russia.